# Столкновение в аэропорту Тулы (1952)
Столкновение в аэропорту Тулы — авиационная катастрофа, произошедшая в среду 26 марта 1952 года в Тульском аэропорту.

## Катастрофа
Военно-транспортный самолёт должен был выполнить рейс из Тулы в Берлин, а на его борту находились 34 слушателя Высшей военной академии имени К. Е. Ворошилова. В это же время в Тульский аэропорт на промежуточную посадку заходил авиалайнер (по некоторым данным, Ли-2, либо Ил-12), который выполнял пассажирский рейс из Одессы в Москву. Но во время посадки пассажирский самолёт выкатился с полосы и врезался в военный самолёт, после чего возник пожар, уничтоживший обе машины. Точное число погибших неизвестно, по некоторым данным оно составило не менее 70 человек. На тот момент это была крупнейшая авиационная катастрофа в Советском Союзе.